# Tsepang Sello
Tsepang Gladys Sello (sinh 23 tháng 2 năm 1997) là một vận động viên chạy cự ly trung bình người Lesotho. Cô đã tham dự Thế vận hội Mùa hè 2016 trong cuộc đua 800 mét nữ; thời gian 2: 10,22 của cô ấy trong lượt chạy không đủ điều kiện cho cô ấy vào bán kết.